# Cơ Khánh Phủ
Cơ Khánh Phủ (chữ Hán: 姬慶父; ?-660 TCN) là công tử nước Lỗ, tham gia chính sự và tranh ngôi vua nước Lỗ nhưng cuối cùng thất bại.

## Thân thế
Khánh Phủ là con trưởng của Lỗ Hoàn công – vua thứ 12 nước Lỗ và là anh của Lỗ Trang công – vua thứ 13 nước Lỗ. Tuy là con lớn nhất nhưng vì mẹ ông không phải là vợ chính của vua cha nên Khánh Phủ không được lập làm thế tử - ngôi vị này thuộc về người em thứ là Cơ Đồng, con của phu nhân Văn Khương, sau này trở thành Lỗ Trang công (từ năm 694 TCN).
Ngoài Lỗ Trang công, Khánh Phủ còn 2 người em nữa là công tử Thúc Nha và công tử Quý Hữu. Ông cùng cánh với Thúc Nha.

## Tranh ngôi bất thành
Năm 662 TCN, Lỗ Trang công ốm nặng, Khánh Phủ muốn được truyền ngôi, bèn nói với Thúc Nha tới gặp Trang công tiến cử mình. Trang công hỏi nên lập ai làm vua thì Thúc Nha đề nghị cho Khánh Phủ vì Khánh Phủ đã trưởng thành. Nhưng sau đó Trang công theo ý kiến của Quý Hữu, vẫn lập con trưởng là Cơ Ban kế vị.
Lỗ Trang công mất, con là Cơ Ban lên nối ngôi. Khánh Phủ tư thông với chị dâu là Ai Khương – vợ chính của Lỗ Trang công. Hai người bàn nhau lập người con nhỏ của Lỗ Trang công và Thúc Khương (em gái Ai Khương) là công tử Khải còn ít tuổi lên ngôi, do đó Khánh Phủ dự định giết Cơ Ban.
Cơ Ban vừa lên ngôi được 2 tháng thì Khánh Phủ sai Lạc (người có tư thù với Cơ Ban) giết chết tại nhà mẹ đẻ là Đảng Thị.
Khánh Phủ lập công tử Khải làm vua Lỗ mới, tức là Lỗ Mẫn công, ông tự mình làm phụ chính. Công tử Quý Hữu vốn ủng hộ lập công tử Ban phải chạy sang nước Trần.
Khánh Phủ muốn tự mình làm vua, lại bàn với Ai Khương muốn cướp ngôi của Mẫn công. Ai Khương đồng tình. Năm 660 TCN, Khánh Phủ sai thủ hạ là Bốc Kỳ mang quân tập kích giết chết Lỗ Mẫn công tại cửa cung.
Công tử Quý Hữu nghe tin, vội từ nước Trần trở về nước Lỗ, đón công tử Thân (em của Cơ Ban, con thứ Lỗ Trang công) chạy sang nhà Chu bá cáo và cầu cứu.
Khánh Phủ tuy giết được Mẫn công nhưng bị người trong nước căm ghét và muốn giết, nên sợ hãi cùng Ai Khương bỏ chạy sang nước Cử.
Quý Hữu rước công tử Thân về nước Lỗ lập làm vua mới, tức là Lỗ Hi công.
Nước Cử đuổi công tử Khánh Phủ không dung nạp. Khánh Phủ nhờ công tử Ngư nước Lỗ xin hộ cho về nước, nhưng Quý Hữu không thuận. Khánh Phủ cùng đường phải thắt cổ tự vẫn. Không rõ khi đó Khánh Phủ bao nhiêu tuổi, chỉ biết ông sinh trước Lỗ Trang công (ra đời năm 706 TCN) và mất sau vua em 2 năm.
Không lâu sau Ai Khương bị chú là Tề Hoàn công bắt về nước Tề giết chết.

## Hậu duệ
Tuy Khánh Phủ đã làm loạn nước Lỗ, nhưng dòng dõi của ông không bị tuyệt diệt. Sau khi lên ngôi, Lỗ Hi công phong cho con cháu Khánh Phủ ở đất Thành. Ông được truy tôn là Cung Trọng. Các thế hệ sau của ông trở thành Mạnh Tôn thị, cùng với con cháu của Quý Hữu và Thúc Nha là Quý Tôn thị và Thúc Tôn thị nắm quyền điều hành nước Lỗ, lấn át quyền hành của các vua Lỗ, được sử gọi là Tam Hoàn (3 chi con cháu Lỗ Hoàn công). Dòng họ Mạnh Tôn thị của Khánh Phủ truyền tất cả 11 đời, đến thời Lỗ Mục công thì bị tiêu diệt.